# Zawara
Zawara là một tổng của tỉnh Sanguié ở miền trung Burkina Faso. Thủ phủ của tổng này là thị xã Zawara. Dân số năm 2006 là 21.869 người.

## Các thị xã và các làng
Baporo, Benega, Bourou, Carrefour, Gabou, Iridié, Ividié, Kodara, Laba, Lorou, Némélaye, Nongbamba, Poé và Tiodié.